# Крганов, Альбир Рифкатович
Альбир Рифка́тович Крга́нов (род. 10 октября 1976, Чкаловское, Батыревский район, Чувашская АССР, РСФСР, СССР) — российский религиозный и общественный деятель. Муфтий (глава) Духовного собрания мусульман России. Член Общественной палаты Российской Федерации.
Муфтий Духовного управления мусульман города Москвы и Центрального региона «Московский муфтият», муфтий Духовного управления мусульман Чувашской Республики.

## Биография

### Происхождение
Родился 10 октября 1976 года в селе Чкаловское Батыревского района Чувашской АССР. По национальности татарин.
Отец Альбира — Рифкат Сабирзянович — потомственный имам. Мать — Гульчечек Шакировна, праправнучка хазрата — Абдуль-Вали Ишана.
Окончил Шыгырданскую среднюю школу, Медресе Духовного управления мусульман России и Европейских стран СНГ при мечети 1000-летия принятия Ислама в Казани, Исламский институт им. Р. Фахретдина при ЦДУМ России, Российский исламский университет ЦДУМ России, факультет чувашской филологии и культуры ЧГУ им. И. Н. Ульянова. С 2015 года магистр по программе «Безопасность межконфессиональных и межэтнических отношений» в РАНХиГС при Президенте РФ.

### Религиозная деятельность
В 1991 году — муэдзин и второй имам Центральной соборной мечети села Шыгырдан Батыревского района Чувашской Республики.
В 1992 году стал заместителем руководителя Казанского мухтасибата и куратор по республикам Чувашия, Мордовия, Марий Эл. Инициатор организации ДУМ, муфтиятов в данных субъектах РФ.
В 1993 году — председатель Исламского центра мусульман Чувашской Республики.
С 18 мая 1994 года — Муфтий и председатель Духовного управления мусульман Чувашской Республики.
В 1998—2005 годах — руководитель Департамента внутренних дел и внешних отношений ЦДУМ России.
С мая 2001 года в течение пяти месяцев исполнял обязанности председателя Регионального духовного управления мусульман Ульяновской области А. Дебердиева по причине болезни последнего.
В 2005—2012 годах — первый заместитель председателя ЦДУМ России.
В 2008 годах — председатель Совета Общественных объединений Чувашской Республики.
С 2010 года — муфтий и председатель Духовного управления мусульман г. Москвы и Центрального региона «Московский муфтият».
С 2010 года — член Общественной палаты Российской Федерации. Заместитель председателя комиссии по межнациональным отношениям и свободе совести ОП РФ. C 24 декабря 2015 года первый заместитель председателя Координационного совета по противодействию терроризму при Общественной Палате Российской Федерации и руководитель рабочей группы по борьбе с псевдорелигиозным экстремизмом в составе Координационного совета по противодействию терроризму при Общественной Палате Российской Федерации
С 2014 году указом Президента РФ утверждён членом Общественной палаты Российской Федерации. 27 апреля 2015 года член Комиссии по мониторингу и разрешению конфликтных ситуаций в сфере межнациональных отношений Совета при Президенте РФ по межнациональным отношениям..
С 2016 года — муфтий и глава Духовного собрания мусульман России.
В 2017 году вошёл в состав координационного совета по распределению президентских грантов.
Автор и соавтор богословских книг и учебных пособий: «Некоторые заблуждения ваххабитов — история возникновения», «Акида ислама по Тахауи», «Материальное состояние и знание», множества статей и публикаций, научных альманахов, участник телевизионных передач на общероссийском и региональном телевидении. Член общественного и редакционного совета общероссийского мусульманского телевизионного канала Аль-РТВ.

## Общественная позиция
Крганов известен провластной позицией, транслируя риторику официальной позиции российских властей.
В 2022 году поддержал российское вторжение на Украину, став впоследствии одним из главных провоенных спикеров-мусульман в стране, призвал «исполнять свой воинский долг, защищать суверенитет своей отчизны». После начала российского вторжения Крганов занимался вопросами мусульманских общин на оккупированных территориях Украины, а также их интеграцией в российские структуры.
В июле 2022 года, как «поддержавший агрессию России против Украины», был внесён ФБК в список разжигателей войны состоящий из лиц которые «используют свои религиозные организации для пропаганды агрессии и массового убийства», с предложением введения против него международных санкций. Национальное агентство по предотвращению коррупции Украины выступило с инициативой о введении против Крганова международных санкций так как он «пропагандирует агрессивную войну против Украины через религиозные структуры и вмешательство во внутрицерковные дела Украины».

## Оценки
Издание Радио Свобода отмечает, что в большинстве интервью и речей Крганова затрагиваются вопросы веры и религии лишь поверхностно, при этом в центре внимания оказываются общие суждения о социальной гармонии, патриотизме, законопослушности, а «религиозные мотивации в его выступлениях нередко играют роль обоснования политических требований».
Читая статью Крганова, трудно не заметить, как обильно и в то же время неуместно он сыпет исламской терминологией, чтобы легитимизировать войну России в Украине и выставить ее правым участником, сражаться за которого мусульманину велено самим Богом. Его аргументы достигают апофеоза, когда он трактует исламский термин Даджаль (Антихрист) как фашизм. Он говорит об этом на "детском" уровне — что-то вроде разговоров о том, что в зеркальном отражении на арабском языке логотип Coca-Cola читается как "нет Мохаммеда, нет Мекки"Исламовед Исляму Тохлу

## Семья
Женат. Вместе с супругой воспитывают четверых детей.

## Награды
федеральные награды
- Медаль «В память 1000-летия Казани».
- Благодарность Президента Российской Федерации от 4 апреля 2014 г. за многолетнюю добросовестную работу и активную общественную деятельность.
- Благодарность Президента Российской Федерации за активное участие в работе по подготовке и проведению выборов Президента Российской Федерации 2018 г.
- Благодарность ЦИК РФ за активное содействие и существенную помощь в обеспечении международного сотрудничества в области избирательных систем.
- Благодарность ЦИК РФ за оказание содействия и существенную помощь в организации и проведении выборов РФ.
- Медаль ордена «За заслуги перед Отечеством» II степени (18 мая 2021) — за заслуги в сохранении и развитии духовных и культурных традиций, укрепление дружбы между народами[13].
- Нагрудный знак «За взаимодействие» МИД России (2021)
- Благодарность Президента Российской Федерации (4 сентября 2023) — за заслуги в подготовке и проведении празднования 1100-летия принятия ислама Волжской Булгарией[14].
- Благодарность Президента Российской Федерации (17 апреля 2025) — за вклад в обеспечение деятельности Совета по взаимодействию с религиозными объединениями при Президенте Российской Федерации[15]

региональные награды
- Орден «За заслуги перед Чувашской Республикой»[16]
- Медаль ордена «За заслуги перед Чувашской Республикой»
- Благодарственное письмо Президента Республики Чувашии.
- Благодарственное письмо Президента Республики Татарстан.

- Благодарность Мэра Москвы (6 августа 2021 года) — за вклад в укрепление межконфессионального мира и согласия в обществе и многолетний добросовестный труд[17]
- Орден Дружбы (2022, Луганская Народная Республика)[18]

общественные награды
- Благодарность ОП РФ за большой вклад в обеспечение избирательных прав граждан при голосовании на выборах Президента РФ 18 марта 2018 г.
- Орден «Добрые люди мира».
- Орден Всемирного Конгресса Татар.
- Медали за заслуги перед мусульманами Республики Татарстан — ДУМ РТ и РДУМ Ульяновской области.
- Императорский орден Святой Анны в воздаяние заслуг перед Отечеством (награда Российского Императорского Дома),
- 2 памятные медали Российского Императорского Дома[19].
- Орден «Авраамия Болгарского» Чебоксарско-Чувашской Епархии РПЦ.
- Орден Горчакова I степени.